# Chapelle Sainte-Barbe de Zogelsdorf
La chapelle Sainte-Barbe de Zogelsdorf (en allemand : Barbarakapelle Zogelsdorf) est une chapelle catholique située entre les villages de Zogelsdorf et Kühnring, dans la commune de Burgschleinitz-Kühnring, en Basse-Autriche. Dédiée à sainte Barbe, elle est protégée au titre des monuments historiques.

## Description
Construite au XVIIIe siècle, cette chapelle de structure hexagonale est pourvue d'une abside et d'un dôme de tuiles. Elle reçoit la lumière à travers deux fenêtres ovales et une porte rectangulaire. Sur le plafond de la chapelle se trouve une fresque représentant la Trinité couronnée par la Vierge Marie. En face de la porte, une niche abrite une statue de sainte Barbe ; en dessous se trouve une statue de sainte Rosalie.
La chapelle est décrite dans la Österreichische Kunsttopographie (de) et est protégée au titre des monuments historiques.